# Abby Champion
Abby Champion é uma modelo americana.
Champion nasceu em Vestavia Hills, Alabama, um subúrbio de Birmingham, filha de Laura e Greg Champion. Tem uma irmã que também é modelo, e dois irmãos. Champion formou-se na Vestavia Hills High School, onde foi líder de uma claque. Foi descoberta por um agente da Next Management enquanto estava nas Bahamas para um concurso com a sua irmã. Champion havia planeado ir para a Universidade de Auburn.

## Carreira
Champion estreou no desfile Primavera/Verão 2018 da Bottega Veneta. Em Março de 2018, apareceu num editorial da W. Na temporada seguinte, Outono/Inverno 2018, ela apareceu na capa da Russh e participou em desfiles de marcas como Balmain, Chanel, Elie Saab, Dolce & Gabbana e Miu Miu. Ela também apareceu em campanhas da Chanel e Miu Miu.
Além de muitas aparições na Vogue, Champion esteve na capa da Vogue Japão com modelos como Mika Schneider, da Vogue Hong Kong com modelos como Selena Forrest, da Vogue Itália, entre outros.

## Vida pessoal
Desde 2015, Champion mantém um relacionamento com o actor Patrick Schwarzenegger e o casal ficou noivo em Dezembro de 2023.